# Obzova
Obzova (569 m n. m.) je hora na ostrově Krk v severozápadní části Chorvatska. Nachází se v opčině Baška nedaleko její hranice s opčinou Punat v Přímořsko-gorskokotarské župě. Leží ve výrazném hřebeni oddělujícím záliv Puntarska draga na jihozápadě a Bašćanskou dolinu na severovýchodě. Na severozápadě sousedí s vrcholem Brestovica (558 m), na jihovýchodě s vrcholem Zminja (537 m). Obzova je nejvyšší horou celého ostrova.
Na vrchol lze vystoupit po značených turistických trasách z několika směrů, například ze sedla Treskavac.

## Reference

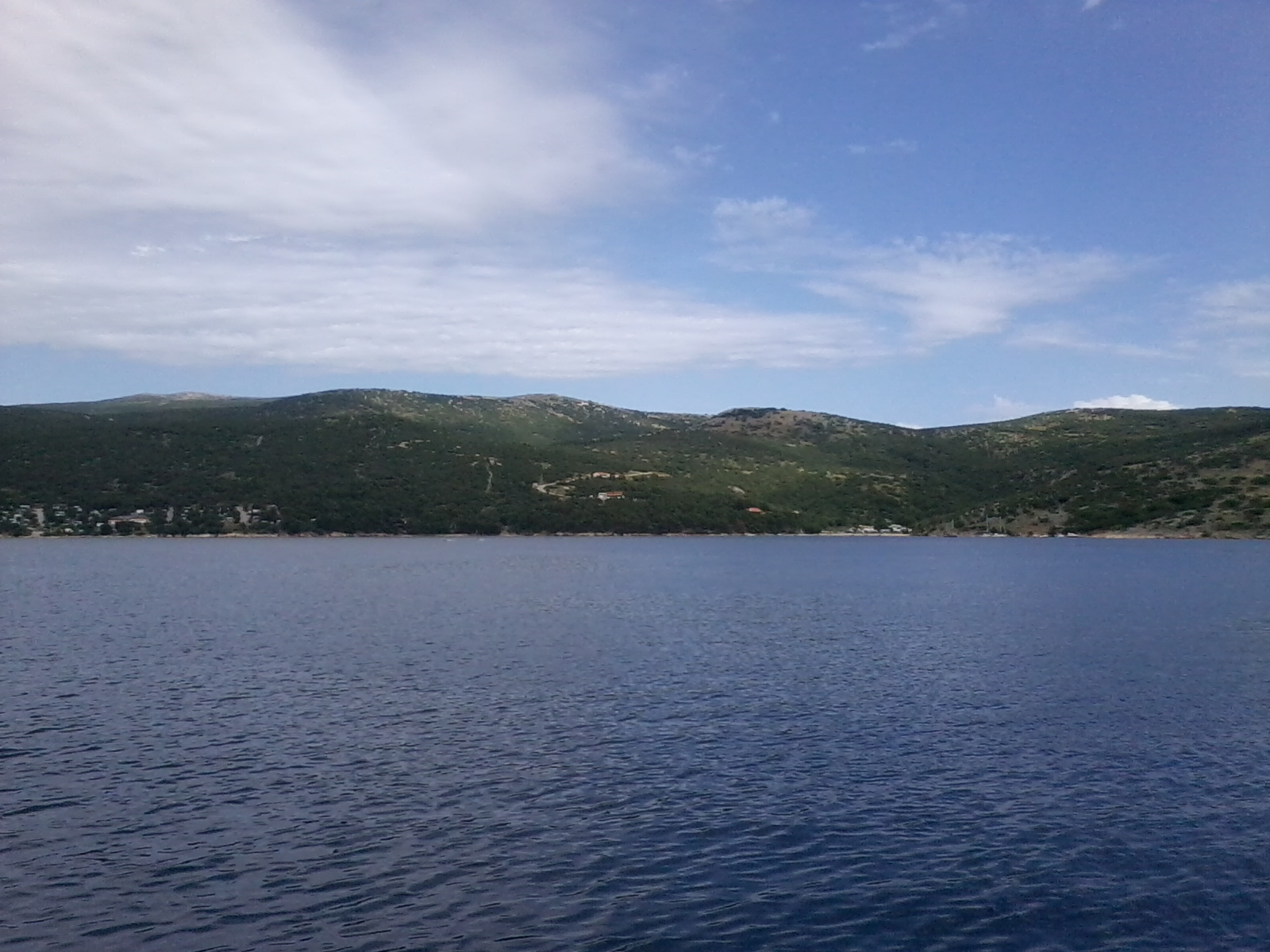
Veli vrh vlevo a Obzova vpravo